# Przekaz Dharmy
Przekaz Dharmy (chiń. chuanfa, kor. chŏnbŏp, jap. denbō) – zwyczajowa ceremonia w buddyzmie chan, zapewniająca ciągłość linii przekazu, duchową relację pomiędzy nauczycielem a uczniem oraz relacje w buddyjskiej rodzinie dharmicznej. W buddyzmie koreańskim zasadniczo przekaz Dharmy był traktowano podobnie. W szkole rinzai praktycznie jest wykorzystywana do zapewnienia „prawdziwej linii” mistrzów. W sōtō ma najniższy status, służy głównie do zapewnienia dziedziczenia świątyni przekazywanej przez ojca synowi.

## Pojęcie przekazu i jego implikacje
Idea przekazu Dharmy, jej zasadnicza istota, została wyrażona przez Pierwszego Patriarchę chanu – Bodhidharmę – w formie wierszowanej:
| Oddzielny przekaz poza naukami, nie polegający na słowach. Bezpośrednio wskazując na ludzki umysł widząc czyjąś własną naturę, osiągnięty jest stan Buddy |

Pojęcie „oddzielnego przekazu” wynikło z ambitnych roszczeń, dążenia do pełnej autonomii oraz zyskania unikalnej tożsamości przez nowo kształtującą się szkołę chanu. Był to centralny punkt jej samoświadomości. Należy go rozumieć jako przekaz poza buddyjskimi tekstami, który przekracza wszelkie werbalne sformułowania, gdyż znajduje się poza ograniczeniami ludzkiego języka. To, co naprawdę przekazywano, było wglądem w totalność ostatecznej rzeczywistości. Było to zrozumienie tak głębokie, że nie mogło być wyrażone słowami. Dla wyznawców chanu jasne było, że ci, którzy taki przekaz otrzymali, posiedli wgląd w rzeczywistość, który był całkowicie tożsamy z wglądem historycznego Buddy Siakjamuniego, a więc byli kolejnymi buddami.
Dla szkoły chan wprowadzenie tej idei miało znaczące konsekwencje, m.in.:
- wyodrębniało chan spośród innych buddyjskich tradycji
- wzmacniało tradycję szkoły, która atakowana przez inne szkoły, jednoczyła się w odpieraniu ataków
- tworzyło swoisty system następstwa mistrzów chan
- wspierało rozrastanie się szkoły (system progenituralny)
- tworzyło linie przekazu Dharmy (system progenituralny)
- tworzyło rodziny dharmiczne

Aby zostać członkiem rodziny przekazu chan, mnich musiał otrzymać przekaz Dharmy od mistrza chan, który także go otrzymał wcześniej od swojego mistrza. W tradycyjnym chanie zrozumienie „ja” (podstawa przekazu Dharmy), było momentem, gdy mistrz chanu rozpoznaje, że jego uczeń osiągnął ten sam stan oświecenia (chiń. wu, kor. o (kkaech’im), jap. go (satori), wiet. ngô; chiń. jue, kor. kak, jap. gaku, wiet. dac), który on już osiągnął. Przekaz Dharmy jest rozumiany jako bezsłowny przekaz od mistrza do ucznia, związany z absolutnym wglądem w naturę ostatecznej rzeczywistości.
Przekaz Dharmy był w większości wypadków prostym rozpoznaniem i potwierdzeniem oświecenia ucznia, co zwykle określano mianem yinke (印可; pieczęć, znak). W okresie Tang przekaz Dharmy miał charakter zasadniczo prywatny. Natomiast w okresie Song, chociaż dalej podkreślano ową prywatność, to jednak przekaz stał się równocześnie aktem wysoce publicznym. Wymagała tego sama istota przekazu w szkole chan okresu Song.
Symbolem przekazu Dharmy, zwłaszcza w chanie patriarchalnym, była szata Bodhidharmy (sans kāṣāya, saṃghāṭi). Wzorem dla takiego aktu był opis w literaturze buddyjskiej przekazu szaty między buddami. W buddyzmie szata reprezentowała pełną autonomię mnicha wobec rodziny i monarchy, która zależała od mocy Dharmy do zmiany światowych skalań w najwyższą czystość. Szata stała się wspieraną kanonicznie formą zapłaty, tradycyjnym darem dla sanghi we wczesnym buddyjskim rytuale kaṭhinia.
Gdy Bodhidharma przekazał szatę Huikemu (niezależnie od czasu, kiedy to nastąpiło), było to potwierdzeniem, że odbyła się szczególna konsekracja czy ordynacja. Zgodnie ze wskazaniami bodhisattwy, była „dobrym znakiem”. Po tym przekazie stała się znakiem patriarchy chan.
W scenie przekazu Bodhidharma mówi: „Ten, który otrzymuje mój szpik, to Huike, ten, który otrzymuje moje kości, to Daoyun, ta, która otrzymuje moje ciało, to Zongchi”. Po mistrzu chan Hezem przekaz szaty stał się wyrazem przekazu z „umysłu do umysłu”.
Przekazy szaty sfabrykowano jako wyraz bliskich związków z indyjskimi patriarchami.
Przekazywano także miski i sutry. Bodhidharma przekazał oprócz szaty również egzemplarz Sutry Lankawatary.
Przekaz był uważany za kompletny jedynie wtedy, gdy uczeń otrzymał certyfikat od mistrza, który udowadniał członkostwo w rodzinie przekazu. Nosił on różne nazwy: „certyfikat dziedziczenia” (chiń. 嗣書 sishu), lub „certyfikat dziedziczenia Dharmy” (chiń. 嗣法書 sifashu, fasishu). Prawdopodobnie taki certyfikat był konieczny do objęcia stanowiska opata klasztoru, chociaż było to zasadniczo jedynie potwierdzenie ukończenia treningu chan pod kierunkiem mistrza. Również wtedy uczeń otrzymywał nowe, tzw. wewnętrzne imię (內號), które zastępowało buddyjskie imię otrzymane w czasie mnisiej ordynacji.

## Literatura przekazu Dharmy
Literatura chanu (jak również sŏnu, zenu i thiềnu) pełna jest przykładów takich wydarzeń, w czasie których uczniowie stają się oświeceni, często w dramatycznych okolicznościach podczas spotkania z mistrzem chan. Zapiski z takich spotkań noszą często nazwę „dialogów [w czasie] spotkania”, czy też „dialogów spotkaniowych” (chiń. jiyuan wenda). Charakteryzują się one destrukcyjnym językiem oraz nielogicznymi odpowiedziami i komentarzami. Są one uważane za bezpośrednio wskazujące na wrodzenie oświecony we wszystkich odczuwających istotach umysł Buddy.
W tradycji chan, te „spotkaniowe dialogi”, zwykle dotyczące mistrzów chan okresu Tang, zaczęły być traktowane jako Koany, zwłaszcza gdy doczekały się komentarzy od późniejszych mistrzów chan i zaczęły być studiowane przez uczniów chan. Innym rodzajem literatury były teksty „przekazu lampy”, w których ukazywano sfabrykowane w dużej części (Patriarchat zen) linie przekazu Dharmy poszerzając je stopniowo aż do samego Buddy; w końcu społeczność chan za pierwszy bezsłowny przekaz zaczęła uważać scenę między Buddą a Mahakaśjapą w czasie kazania na górze Sępa.
Teksty te ujawniają unikatową i uduchowioną formę komunikacji ukierunkowanej na ostateczny cel poszukiwań religijnych – urzeczywistnienie oświecenia.
Literatura gong’anowa jest zasadniczo skomponowana ze „spotkaniowych dialogów”, jednak różni je format, gdyż zawiera ona krótki wybór dialogów uzupełnionych komentarzami jednego lub większej ilości mistrzów. Ostatecznie stały się one klasyką pedagogiki szkoły chan.
Zarówno „spotkaniowe dialogi”, jak i teksty gong’anowe stały się podstawowymi składnikami literatury „przekazu lampy” (chuandeng), która zajmowała się historią przekazu – czyli zasadniczo tym samym, co „dialogi spotkaniowe”. Jednak nie zajmuje się ona pojedynczym mistrzem i jego krótkim spotkaniem z uczniem, ale zawiera najbardziej reprezentatywne nauki mistrzów chan danego okresu. Ponieważ każdy mistrz jest pokazywany w kontekście jego własnego religijnego pokolenia, rezultatem jest złożone drzewo genealogiczne dopełnione wieloma „dialogami spotkaniowymi”.
Te historie przekazu, tak jak całość literatury chan, powstały, aby oddziaływać jako katalizator oświecenia dla czytelników, przez pokazanie mu przykładów prawdziwej religijności i doskonałego zachowania. Oprócz tego „wysokiego” zadania miały one także zadania bardziej przyziemne: wychwalania mistrzów przeszłości, a zatem legitymizowania statusu ich uczniów (obecnych mistrzów) oraz zracjonalizowania pochodzenia i istnienia samej szkoły chan.

## Przekaz Dharmy a linie przekazu Dharmy

### Monastyczna rodzina buddyjska
Chiński monastycyzm przyjął organizacyjne terminy, modele i relacje zapożyczone z chińskiego systemu pokrewieństwa rodzinnego. Np. xiongdi (brat) oznaczał kogoś (mistrza) praktykującego u tego samego mistrza; shu (stryj) – „brat” mistrza z punktu widzenia jego ucznia; zu (dziadek w linii męskiej) – mistrz mistrza itd.
Według Bodiforda „Zen jest dominującą formą buddyzmu z powodu przekazu Dharmy”. Rozróżnia on siedem poziomów, które występują zarówno w relacjach rodzinnych, jak i liniach przekazu Dharmy:
- poziom przodków – „przodkowie tworzą podstawowe źródło mocy”. Przeprowadzanie rytuałów ku czci przodków utrzymuje ich szacunek wśród żyjących.
- poziom biologiczny – linie przekazu tworzą „duchowe potomstwo”, tak jak rodzina tworzy nowe życie.
- poziom lingwistyczny – spadkobiercy otrzymują nowe imię, które odzwierciedla ich związki z rodziną dharmiczną.
- poziom rytualny – rytuały potwierdzają rodzinne związki.
- poziom prawny – nauczyciel ma obowiązek dyscyplinowania swoich uczniów, tak jak uczniowie są zobowiązani do posłuszeństwa swoim nauczycielom.
- poziom instytucjonalny i finansowy – spadkobierca Dharmy ma obowiązek wspierać swoją rodzinną świątynię, zarówno finansowo, jak i przeprowadzając rytuały.

Z wszelkich tekstów wynika, że dopiero wtedy, gdy mistrz chan otrzymał zaproszenie do objęcia funkcji opata, stawał się pełnym członkiem rodziny przekazu chan i prawdziwym spadkobiercą swojego mistrza. Przekaz Dharmy był pełen znaczenia i wagi dopiero w kontekście urzędowania spadkobiercy jako opata publicznego klasztoru. Znalazło to nawet odzwierciedlenie w pośmiertnych inskrypcjach mistrzów chan; często zapisywano w nich liczbę ich spadkobierców, czasem podawano jakieś nazwiska. Ale tylko ci, którzy zostali opatami są zawsze imiennie wymienieni. Używano wtedy formuły „wyszli na świat” (chiń. chushi). Innych, nawet bardzo znanych uczniów, którzy mieli już potwierdzone oświecenie i dopiero zmierzali do objęcia stanowiska opata – pomijano.
Po objęciu stanowiska opata mistrz chan wygłaszał swoje pierwsze kazanie, zwane otwarciem gmachu (chiń. kaitang). Był to standardowy rytuał, w którym nowy opat ogłaszał czyim jest spadkobiercą i spalał kadzidełko dla swojego mistrza. Wskazuje to na to, że pierwsze kazanie wygłaszane przez niego jako opata publicznego klasztoru, oznaczało wejście do pełnego członkostwa w linii przekazu chan.
Mimo tego, oczywiście każdy, kto osiągnął oświecenie studiując u mistrza chan, musi być traktowany jako spadkobierca Dharmy mistrza. Jednak ponieważ nie są jeszcze opatami, więc z reguły nie są opisywani jako „mistrzowie chan” (chiń. chanshi, kor. sŏnsa, jap. zenji, wiet. thiền sư), ale raczej noszą tytuł najwyższego stanowiska, które osiągnęli; zwykle był to „główny mnich” (chiń. shouzuo). Zwykle też byli wymieniani na końcu listy uczniów mistrza, co podkreślało ich niższy status.
Czasem zdarzało się, że przekaz Dharmy otrzymywali ludzie świeccy. Nawet jeśli byli to ministrowie rządu, zawsze wymieniani byli na końcu listy po mnichach bez stanowiska opata i mniszkach. Chociaż wzmacniali oni prestiż mistrza chan, to jednak nigdy nie byli traktowani jako część linii przekazu chan.
Tak więc zostanie ascetycznym pustelnikiem nie było dobrym rozwiązaniem dla mistrza chan. Jedyną bowiem możliwością przedłużenia linii przekazu było stanowisko opata. Oczywiście mistrzowie chan często wybierali życie pustelnicze, jednak zwykle pod koniec życia, gdy byli już opatami w jednym lub kilku klasztorach i pozostawili za sobą nieprzerwaną linię przekazu.
Dla mistrza chan najważniejsi byli obiecujący uczniowie wykazujący się charyzmą, zdolnościami organizacyjnymi i przywódczymi, oraz byli zręcznymi politykami. Czyhała tu pułapka, bowiem uczniowie studiowali u wielu mistrzów chan w wielu klasztorach i tak naprawdę mistrz chan mógł być pewien swojego przekazu dopiero wtedy, gdy dany uczeń objął opactwo i w czasie rytuału kaitang wymienił go jako swojego mistrza.

## Przekazy Dharmy poza chanem

### Korea
W koreańskim sŏnie, podobnie jak i w chińskim chanie, in’ga (chiń. inka) odnosiła się do prywatnego potwierdzenia przekazu Dharmy od umysłu nauczyciela do umysłu ucznia. Natomiast „przekaz” odnosił się do publicznej ceremonii tego samego aktu.
Zarówno in’ga, jak i „przekaz” są traktowane jako równe w potwierdzeniu urzeczywistnienia oświecenia. Tak więc mnich, który otrzymał in’ga i mnich, który otrzymał przekaz, mógł używać tytułu sŏn sa – mistrz sŏn, i samemu przyznawać in’gę.
W praktyce w większości przypadków w Korei, mistrzowie nadają i otrzymują głównie tylko in’gę.
W szkole Kwan Um (Gwaneum) stworzonej przez sŏnsa nima Seung Sahna in’ga jest znakiem zakończenia treningu kunganowego (jap. koan). Osoba taka otrzymuje wtedy tytuł „ji do peop sa nim”. Po otrzymaniu in’gi, następuje publiczna ceremonia, w czasie której dana osoba otrzymuje tytuł „sŏnsa nim” (nim jest zwrotem grzecznościowym). Czyli w odróżnieniu od tradycji koreańskiej, w tej szkole in’ga i „przekaz” nie są tym samym. Tytuł „Ji do peop sa nim” odpowiada terminowi koreańskiemu chongyongsun i japońskiemu sensei. Jest to potwierdzenie, że praktyka znajduje się na dobrej drodze i osoba taka może także nauczać innych. Obecnie ten tytuł prawie całkowicie wyszedł z użytku w Korei wyparty przez ipsung sunim (główny mnich), chociaż w dalszym ciągu utrzymał się w chińskim chanie.

### Japonia

#### Rinzai
W szkole rinzai potwierdzenie oświecenia, czyli prawdziwego urzeczywistnienia (jap. jisshō) nie jest tożsame z następstwem w szkole zen, czyli zostania spadkobiercą mistrza (jap. shijō). Są to dwa różne etapy w toku praktyki zen. Aby zostać następcą mistrza, uczeń – nawet już po uwierzytelnieniu oświecenia – musi dokonać całościowej integracji oświecenia z zajęciami codziennego życia.
Przekaz Dharmy jest w szkole rinzai traktowany jako zasadniczo subiektywny, zależny całkowicie od mistrza zen. Natomiast termin hassu (chiń. fasi 法嗣 – „następca w Dharmie”) może oznaczać zarówno rozpoznanie duchowych osiągnięć, jak i dziedziczenie linii przekazu.
Najbardziej powszechną formą przekazu w zenie rinzai jest potwierdzenie, że dana osoba przebywała w klasztorze przez taki okres, który uprawnia ją do zostania kapłanem świątynnym.
Inka Shōmei (印可証明) jest zasadniczo czymś innym od ogólnego, zwykłego przekazu. W swoim najgłębszym znaczeniu jest formalnym rozpoznaniem najgłębszego urzeczywistnienia w zenie, jednak w praktyce jest używana do przekazu prawdziwej linii mistrzów (jap. shike) w szczególnych budynkach klasztoru, które są autoryzowane do dalszego treningu zakwalifikowanego jako świątynnego kapłana mnicha. Obecnie w Japonii jest tak uprawnionych mistrzów od pięćdziesięciu do osiemdziesięciu.

#### Sōtō
W tej tradycji przekaz Dharmy jest potwierdzeniem związków pomiędzy nauczycielem i uczniem. W czasie historii szkoły podejście do przekazy Dharmy zmieniało się.
Ostatecznie od reformatora szkoły sōtō Manzana Dokahu (1636–1714), który uważał, iż przekaz Dharmy powinien zależeć raczej od związków między nauczycielem a uczniem, a nie od tego ucznia oświecenia, pogląd ten stał się obowiązujący w tej szkole. Manzan uważał, że nawet nieoświecony uczeń może otrzymać przekaz Dharmy jeśli spełnia warunki personalnego związku z nauczycielem. Zarówno nieoświecony, jak i oświecony uczeń są tak samo wartościowi dla utrzymania prawdziwej tradycji.
Od Manzana istnieją dwa kryteria związane z przekazem Dharmy:
- Isshi inshō – „wyłączne potwierdzenie od tylko jednego nauczyciela”. Tu chodziło o wykluczenie należenia ucznia do kilku linii przekazu.
- Menju shihō – „obdarzenie sukcesją twarzą w twarz”. To kryterium miało wykluczyć przekaz Dharmy na odległość, pośmiertnie itd.[20]

Spowodowało to bardzo małą wartość przekazu w szkole sōtō, który jest wymagany tylko przy niższych stanowiskach, jak np. nauczyciel trzeciej klasy (jap. santō kyōshi). Żeby nadzorować praktykę uczniów konieczny był dalszy trening.
Przydziela się także inka shōmyō (lub inshō) tym, którzy urzeczywistnili oświecenie. Jest to traktowane jako wyidealizowany religijny aspekt procesu przekazu Dharmy. Mistrz zen może go przeprowadzić z uczniem jako rytualną ceremonię w pokoju mistrza (jap. shi-tsunai), ale nie jest to konieczne. Przekaz Dharmy jest tylko częścią utrzymania instytucji sōtō. Autorytet i własność świątyni są przekazywane często z ojca na syna, co nie gwarantuje w najmniejszym stopniu duchowego osiągnięcia.
Przekaz Dharmy jest także nazywany shiho. Uczeń otrzymuje przekaz Dharmy w czasie ceremonii denbō, która jest ostatnim aktem ceremonii shiho. Zwykle przekazu Dharmy dokonuje kapłan, który przeprowadzał jego ordynację, a więc przeważnie jest to jego ojciec. Ponieważ przekaz Dharmy jest wymagany do prowadzenia świątyni filialnej sōtō, z reguły przekazu Dharmy dokonuje się na bardzo wczesnym etapie kariery. Tak więc shiho w rzeczywistości nie ma nic wspólnego z filozofią, mistycznym doświadczeniem, czy dokumentem potwierdzającym oświecenie.

### Sanbo Kyodan
Ta zachodnia szkoła zen miesza styl zarówno tradycji sōtō, jak i rinzai, kierując się naukami rōshiego Hakuuna Yasutaniego. Przykłada się duże znaczenie do praktyki kōanowej oraz do „wglądu we własną naturę” (chiń. jianxing, kor. kyŏnsŏng, jap. kenshō). Osiągnięcie kenshō jest potwierdzane w czasie publicznej ceremonii jahai. Również przejście przez system nauczania kōanów, co zabiera około pięciu lat, jest także potwierdzane w czasie publicznej ceremonii hasansai. Uczeń otrzymuje wtedy status hasana.
Szkoła ta ma także dwa poziomy nauczycieli:
- junshike – może przeprowadzać prywatne rozmowy, autoryzować kenshō i prowadzić pewną część studiów kōanowych. Ceremonia hasansai może być wstępną do przyznania tytułu junshike, a może być także promocją do tego tytułu
- shoshike – prowadzi zaawansowane studia kōanowe i ceremonie religijne (np. przyjmowania wskazań, śluby itp.). Przyznanie pozycji shoshike może być przygotowaniem do przekazu Dharmy lub ekwiwalentem przekazu Dharmy.

Podczas przekazu Dharmy uczeń otrzymuje sanmotsu (podobny do ceremonii shiho w szkole sōtō). Równocześnie otrzymuje inka – jak w tradycji rinzai.

### White Plum Asanga
W tej zachodniej tradycji najpierw następuje przekaz Dharmy, po którym uczeń otrzymuje tytuł senseia. Po tym może nastąpić ostateczne potwierdzenie, czyli inka.